# Trailer Park of Terror
Trailer Park of Terror es una película estadounidense de terror para la televisión dirigida por Steven Goldmann y escrita por Timothy Dolan basándose en el cómic homónimo.

## Trama
Tomando como punto de partida el cómic homónimo de Imperium Comics, Trailer Park of Terror cuenta la historia de seis perturbados estudiantes de secundaria y su líder, el optimista pastor de jóvenes Lewis (Matthew Del Negro). Cuando el grupo regresaba de un retiro de crecimiento personal en las montañas, se pierden por un camino alternativo después de que su autobús se estrelle durante una tormenta. El grupo busca refugio en lo que parece ser un parque de caravanas abandonado, el cual es administrado por la extraña y seductora Norma (Nichole Hiltz). A medida que avanza la noche descubren que el parque no está para nada abandonado cuando Norma y la gentuza de sus amigos zombis comienzan a matarlos uno por uno de maneras a cual más original.

## Reparto
- Nichole Hiltz como Norma.
- Matthew Del Negro como Pastor Lewis.
- Trace Adkins como El hombre.
- Trisha Rae Stahl como Larlene.
- Michelle Lee como Miss China.
- Priscilla Barnes como Jean.
- Myk Watford (A.K.A. Johnathon Tate) como Roach.
- Ricky Mabe como Michael.
- Hayley Marie Norman como Amber.
- Cody McMains como Jason.
- J.P. Manoux como Cigrit.
- Lew Temple como Marv.
- Tracey Walter como Viejo camionero.
- Ryan Carnes como Alex.
- Jennifer Harmon como Fat Zom.